# Julianna Margulies
Julianna Margulies, född 8 juni 1966 i Spring Valley i New York, är en amerikansk skådespelare och producent. År 2009 tog hon på sig huvudrollen som Alicia Florrick i TV-serien The Good Wife (2009–2016). Hennes framträdande fick bra kritik och innebar två Primetime Emmy-utmärkelser för bästa kvinnliga huvudroll i en dramaserie. 

## Biografi
Margulies föddes i Spring Valley, New York som den yngsta av tre döttrar. Hennes mor Francesca, var en balettdansör och eurytmi lärare; hennes far, Paul Margulies, var en författare, filosof och Madison Avenue reklamchef. Hennes föräldrar var båda judiska. Hennes mor konverterade till kristendomen när barnen var små, men Margulies identifierar sig fortfarande som judisk.

## Karriär
Margulies gjorde sin filmdebut i Steven Seagals actionfilm Dödlig hämnd (1991) och spelade en prostituerad. 1994 fick Margulies rollen som sjuksköterskan Carol Hathaway i pilotavsnittet av Cityakuten. I slutet av avsnittet är Hathaway hjärndöd, vilket ogillades av testpubliken. I det första "riktiga" avsnittet återupplivades hon. Margulies stannade i serien i sex säsonger. Margulies fick 1995 en Emmy för bästa kvinnliga biroll i dramaserie för rollen i Cityakuten, och hon nominerades även för samma pris året därpå. Mellan 1997 och 2000 nominerades hon fyra gånger till priset för bästa kvinnliga huvudroll i dramaserie.
Efter att Margulies lämnade Cityakuten år 2000 har hon medverkat i flera filmer och teaterföreställningar. Några av filmerna är Avalons dimmor (2001), Evelyn (2002), Ghost Ship (2002), miniserien The Grid (2004) och Snakes on a Plane (2006). Margulies har också gästspelat i flera serier de senaste åren, bland annat i Scrubs (2004) och i Sopranos (2006). Hon hade också en roll i miniserien The Lost Room.
I filmen Ghost Ship spelade Margulies mot sin dåvarande pojkvän Ron Eldard. De spelade mot varandra flera år tidigare också. Han spelade då hennes pojkvän i Cityakuten.
I september 2009 fick hon huvudrollen i TV-serien The Good Wife, där hon spelar tvåbarnsmamman Alicia Florrick som tvingas återuppta sin advokatkarriär sedan hennes man, distriktsåklagaren Peter Florrick (Chris Noth), som, förutom att ha varit otrogen och utnyttjat prostituerade, dömts och fängslats för mutbrott och andra oegentligheter. För rollen som Alicia Florrick har hon vunnit två Emmy Awards, 2011 och 2014. Från och med 2011, i början av den tredje säsongen, krediterades Margulies som producent av The Good Wife. Serien avslutades i maj 2016.

## Filmografi (urval)
- 1991 – Dödlig hämnd
- 1993 – I lagens namn (TV-serie) (1 avsnitt)
- 1993 – Mord och inga visor (TV-serie) (1 avsnitt)
- 1994–2009 – Cityakuten (TV-serie) (135 avsnitt)
- 1994 – Uppdrag: mord (TV-serie) (2 avsnitt)
- 1995 – The Larry Sanders Show (TV-serie) (1 avsnitt)
- 2000 – Dinosaurier (röstroll)
- 2001 – Avalons dimmor (miniserie)
- 2002 – Ghost Ship
- 2003 – Hitler – Ondskans natur (miniserie)
- 2004 – Scrubs (TV-serie) (2 avsnitt)
- 2006 – Snakes on a Plane
- 2006–2007 – Sopranos (TV-serie) (4 avsnitt)
- 2006 – The Darwin Awards
- 2006 – The Lost Room (miniserie)
- 2009–2016 – The Good Wife (TV-serie) (156 avsnitt)
- 2010 – Sesam (TV-serie) (1 avsnitt)
- 2020 – Billions (TV-serie) (3 avsnitt)
- 2021–2023 – The Morning Show (TV-serie) (14 avsnitt)